# Vladimír Válek
Vladimír Válek (Nový Jičín, 2 september 1935 – 16 februari 2025) was een Tsjechisch dirigent.
Hij werd opgeleid tot instrumentalist, hij leerde trombone en altviool aan het Konzervatoř P. J. Vejvanovského Kroměříž in Zlín. Aansluitend volgde hij cursussen directie bij Ľudovita Rajter en het Vysoká škola múzických umění v Bratislavě te Bratislava. Verdere studies vonden plaats aan de Academie voor Uitvoerende Kunsten in Praag (AMU). Hij studeerde in 1962 af. Hij staat te boek als de oprichter van het Antonín Dvořák Kamerorkest (1970))
Hij had in Tsjechië naam gemaakt met zijn uitvoeringen tijdens het Praagse Lente Festival.
In 1978 was hij een van de gastdirigenten die het Frysk Orkest aanstelde om de vertrekkende Gerhard Fackler op te volgen. Hij deelde de dirigeerstok met Guus Haltmayer, Zsolt Deáky, David Porcelijn, Samuel Friedman en Yoav Tamli. Válek bleef gedurende die tijd verbonden aan het Praags Symfonie Orkest. In 1980 was de situatie anders, toen was Zsolt Deáky vaste dirigent, ondersteund door gastdirigenten Válek, Roelof van Driesten en Kees Bakels.
Válek leidde concerten met solisten die later een veel grotere bekendheid kregen dan hijzelf: Lydia Mordkovitsj, Ronald Brautigam, Jaap van Zweden en Karin Lechner. Válek was degene die het Frysk Orkest leidde tijdens hun laatste optreden, voordat het fuseerde met het Noordelijk Filharmonisch Orkest tot Noord Nederlands Orkest. In juni 1989 leidde hij het FO in Leeuwarden en Drachten onder meer in de Symfonie nr. 9 van Antonín Dvořák.
Hij was jarenlang dirigent bij het Praags Symfonie Orkest, het Tsjechoslowaaks Symfonie Orkest, het Tsjechisch Radio Symfonieorkest (vanaf 1985)  en van 2004 tot 2007 van het Slowaaks Filharmonisch Orkest.
In 2010 ontving hij een onderscheiding op Tsjechisch cultuurgebied.
Válek overleed op 16 februari 2025 op 89-jarige leeftijd.
- Bibliothèque nationale de France: cb13900668d (data)
- Gemeinsame Normdatei: 128905018
- International Standard Name Identifier: 0000 0000 8413 310X
- Library of Congress Control Number: n84036944
- Nationale Bibliotheek van Letland: 000197997
- MusicBrainz: 53a9434a-8be1-41b3-b365-8a000c111235
- Nationale Bibliotheek van Tsjechië: jn19981002376
- Nationale Bibliotheek van Israël: 987007427009905171
- Réseau des bibliothèques de Suisse occidentale: 02-A003951567
- Système universitaire de documentation: 079980570
- Virtual International Authority File: 116541156
- WorldCat: E39PBJdmfCHY4FqfQ8vdR39Rrq